# Kirche der Heiligen Dreifaltigkeit (Pitschajewo)

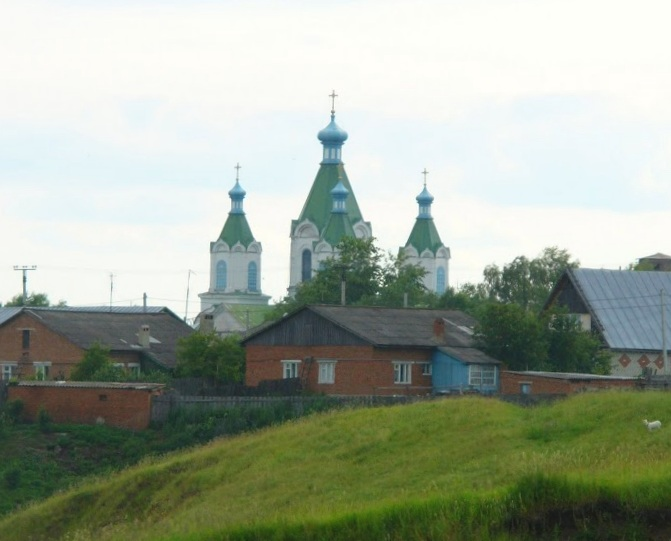

Die Kirche der Heiligen Dreifaltigkeit befindet sich in Pitschajewo in der Rajon Pitschajewski der Oblast Tambow in Russland. Sie ist ein Baudenkmal von regionaler Bedeutung.

## Beschreibung
Die Kirche wurde 1889 nach den Entwürfen des Architekten Konstantin Andrejewitsch Thon nach dem Vorbild der Christ-Erlöser-Kathedrale in Moskau erbaut. Sie ist das höchste Gebäude in Pitschajewo. In der Kirche befindet sich eine Ikone aus dem 19. Jahrhundert, die mit Blattgold bedeckt ist.

## Besonderheiten
Wladimir Iwanowitsch Scharkow erhielt in der Kirche seine Taufe.